# Joachim Rohleder
Joachim Rohleder (* 29. April 1892 in Stettin; † 5. Dezember 1973 im Taunus) war ein deutscher Offizier der Abwehr, zuletzt Oberst (ab 1. April 1941) im Zweiten Weltkrieg.

## Leben
Rohleder wurde als Sohn eines Stettiner Großkaufmanns geboren und besuchte 1905/10 die Kadettenanstalt in Oranienstein. Anschließend wurde er mit Patent vom 1. Juni 1910 als Leutnant in das Leib-Grenadier-Regiment „König Friedrich Wilhelm III.“ (1. Brandenburgisches) Nr. 8 der Preußischen Armee in Frankfurt (Oder) überwiesen. Am Ersten Weltkrieg 1914/18 nahm er als Zug- und Kompanieführer sowie als Regimentsadjutant teil. Zuletzt hatte er den Dienstgrad eine Oberleutnants. Für seine Leistungen wurde er mit beiden Klassen des Eisernen Kreuzes, dem Verwundetenabzeichen in Schwarz und dem Mecklenburgischen Militärverdienstkreuz II. Klasse ausgezeichnet.
Nach Kriegsende und kurzer Tätigkeit im Grenzschutz bei Beuthen wurde Rohleder in die Vorläufige Reichswehr übernommen, diente im Reichswehr-Infanterie-Regiment 10 und kam dann in das Infanterie-Regiment 8 der Reichswehr. 1930 schied er aus der Reichswehr aus und war 1931/34 militärischer Berater und Instruktionsoffizier an der Kriegsakademie in Argentinien.
1935 wurde Rohleder als E-Offizier mit dem Rang eines Majors im Heer der Wehrmacht angestellt und unter dem Abteilungsleiter Franz Eccard von Bentivegni zunächst Hilfskraft, 1938 Leiter der Gruppe III F für Gegenspionage in der Amtsgruppe, später Amt Ausland/Abwehr, dem Nachrichtendienst der Wehrmacht. Gert Bucheit schreibt "Getrennt von der sonstigen III-Tätigkeit war III F gewissermaßen ein Geheimdienst für sich mit eigenen Agenten und eigenen Methoden. Aufgabengebiet: Gegenspionage gegenüber erkannten oder vermuteten gegnerischen militärischen Geheimdiensten und ihren Leitstellen, vor allem in deren eigenem Territorium und Einflussgebiet sowie im neutralen Ausland. Hier arbeitete also Geheimdienst unmittelbar gegen Geheimdienst. Während der geheime Melde- und Erkundungsdienst (Abwehr-Abteilung I) an die militärisch wichtigen Objekte heranging, um den gegnerischen
Geheim- oder Abwehrdienst jedoch einen großen Bogen machte, versuchte III F bewusst in diesen einzudringen, dessen Organisation, Methoden, Pläne, Agenten, Nachrichtenwege und die mit ihm in Verbindung stehenden Verräter zu erkennen, zu bekämpfen und unschädlich zu machen sowie gelegentlich auch seine Agenten 'umzudrehen'. III F berichtete an Generastab des Heeres/Fremde Heere, blieb jedoch unabhängig hinsichtlich Gesamtauswertung." "Die Überwachung der ausländischen diplomatischen Vertretungen in Berlin fiel auch in den Bereich des III F-Dienstes. Sie wurde durchgeführt durch den III F- Bearbeiter bei der Abwehrstelle des Wehrkreiskommandos in Berlin, Hptm. Woter. (...) Der III-F Dienst der Ast Berlin sorgte für den Einbau eines Mikrofons in das Arbeitszimmer des Militärattachés (...)."
Während des Spanischen Bürgerkriegs war er als Leiter der Abwehr III der Legion Condor, Spionageabwehr, ein Jahr lang in Spanien tätig, wo er sich nach Aussage Bentivegnis sehr bewährte. Als Gruppenleiter III F im Amt Ausland/Abwehr hatte er u. a. 1943 den Hochverrat des Abteilungsleiters Hans Oster aufzuklären, doch wurden seine Ergebnisse zunächst von seinen Vorgesetzten Bentivegni und Canaris unterdrückt. Ab Frühjahr 1944 war er im Reichssicherheitshauptamt (RSHA) Amt IV E (Zuständigkeit: Fälle des Hoch- und Landesverrats) unter SS-Standartenführer Walter Huppenkothen tätig. Nach eigenen Aussagen gegenüber einer Sonderkommission sei er „1945 an die Front gegangen“.
Joachim Rohleder wurde am 12. Juni 1947 im Internierungslager 7 C.I.C. Eselsheide bei Paderborn von zwei Inspektoren der Schweizerischen Bundespolizei Freiburghaus und Hess über die Erkenntnisse des militärischen Geheimdienstes gegen die Schweiz im Krieg verhört.
Rohleder hat in einem Dokument, dass sich im Berlin Document Center befindet, am 6. August 1963 seine Mitgliedschaft in folgenden nationalsozialistischen Organisationen bestätigt: SS, SA, Propagandakompanie (PK), Rasse- und Siedlungshauptamt (RUSHA), Oberstes Parteigericht (OPG), Rückwanderungszentralstelle (PWZ) und Einwanderungszentralstelle (EWZ).
Auf Betreiben des Polizeipräsidenten von Berlin wird Joachim Rohleder am 2. März 1965 in seiner Wohnung  in Hamburg von einer Sonderkommission vernommen.
Nach 1945 wurde er stellvertretender Leiter der Generalvertretung München der Organisation Gehlen.

## Persönlichkeit
Aufgrund seiner hohen Bildung und Intelligenz war es Rohleder möglich, die von den verschiedenen Abwehrstellen in Deutschland und ganz Europa bei ihm einlaufenden Informationen über die Tätigkeit ausländischer Spionagenetze zu verknüpfen und Canaris zur Verfügung zu stellen. Als Offizier eines preußischen Elite-Regiments standen für ihn Pflichterfüllung und militärischer Gehorsam gegenüber seinen Vorgesetzten im Mittelpunkt. So war für ihn im Fall Hans Oster eine Umgehung seiner Vorgesetzten undenkbar.
Den Verlust seiner Heimatstadt Stettin nach 1945 konnte er ebenso wenig verkraften wie die aus seiner Sicht immer weiter nachlassende Begeisterung für eine nationale Gesinnung. Die letzten Lebensjahre verbrachte er zurückgezogen und – nach eigenen Worten – als „Fremdling unter den Menschen“.